# Nimble Fingers
Nimble Fingers è un album a nome Lawrence Welk His Accordion and Orchestra, pubblicato dall'etichetta discografica Coral Records nel novembre del 1953 .

## Tracce

### LP (CRL 56101)
Lato A (MG 3399)
1. Nimble Fingers – 2:32 (musica: George Cates, Walter Byron)
2. Flapperette – 2:30 (musica: Jesse Greer)
3. Nola – 2:39 (musica: Felix Arndt)
4. Dainty Miss – 2:21 (musica: Bernard Barnes)

Lato B (MG 3400)
1. Rag Doll – 2:24 (musica: Nacio Herb Brown)
2. Doll Dance – 2:21 (musica: Nacio Herb Brown)
3. The Wedding of the Painted Doll – 2:32 (testo: Arthur Freed – musica: Nacio Herb Brown)
4. Dancing Tambourine – 2:29 (testo: Phil Ponce – musica: William Conrad Polla)

- Durata brani (non accreditati sia sulla copertina e sia sui vinili dell'album originale) ricavati dalla ristampa canadese dell'album del 1957 (Coral Records, CRL 57178)

### LP (CRL 57178)
Lato A (MG 5774)
1. Dardanella – 2:12 (testo: Fred Fisher – musica: Johnny S. Black, Felix Bernard)
2. Nimble Fingers – 2:32 (George Catus, Walter Byron)
3. Flapperette – 2:30 (musica: Jesse Greer)
4. Nola – 2:39 (musica: Felix Arndt)
5. Dainty Miss – 2:21 (musica: Bernard Barnes)
6. Keyboard Serenade – 2:21 (musica: George Cates)

Lato B (MG 5775)
1. Lullaby of Birdland – 2:14 (testo: B. Y. Forster – musica: George Shearing)
2. Rag Doll – 2:24 (musica: Nacio Herb Brown)
3. Doll Dance – 2:21 (musica: Nacio Herb Brown)
4. The Wedding of the Painted Doll – 2:32 (testo: Arthur Freed – musica: Nacio Herb Brown)
5. Dancing Tambourine – 2:29 (testo: Phil Ponce – musica: William Conrad Polla)
6. Holiday – 2:21 (musica: Ethel Ponce)

- Nella ristampa dell'album del 1957 il disco è a nome Lawrence Welk and His Champagne Music

## Musicisti
- Lawrence Welk – direttore d'orchestra
- Componenti orchestra non accreditati